# Csernovics Péter
Gróf Csernovics Péter (szerbül Petar Črnović, Mácsa, 1810. március 13. – Fény, 1892. május 1. - halálozásának napja bizonytalan), politikus, kormánybiztos az 1848–49-es szabadságharcban.

## Élete
Magyarországi szerb nemzetiségű családban született. Az 1843-ban a rendi országgyűlésen Arad vármegye követeként vett részt. Ismert volt magyarbarát érzelmeiről, ezért április 23-án a Batthyány-kormány temesi főispánná és délvidéki királyi biztossá nevezte ki. Az április 24-i nagykikindai véres események után feladatul kapta a délvidéki társadalmi és nemzetiségi elégedetlenség lecsillapítását is.
Statáriumot hirdetett, ugyanakkor egyéb intézkedéseivel törekedett a szerb lakosság megbékítésére is. Ennek ellenére nem sikerült eredményt elérnie. Június 24-én tíz napra szóló fegyverszünetet kötött a felkelőkkel, de ők ezt a megállapodással ellentétben pozícióik megerősítésére használták fel. Erélytelen fellépése miatt előbb kinevezték mellé Vukovics Sebőt is, majd csakhamar, 1848. július 24-én Szemere Bertalan belügyminiszter felmentette kormánybiztosi megbizatása alól. A szabadságharc eseményeiben ezután már nem játszott jelentős szerepet.
1849 októberében mácsai birtoka kertjében titokban eltemettette két aradi vértanú, Damjanich János és Lahner György holttestét.
1861-ben Határozati, majd 1865-től szélsőbalos, majd 1869-től 1875-ig 1848-as párti országgyűlési képviselő volt.

## Megjelent műve
- A nemzetiségi kérdés a jelen és jövő szempontjából (Pest, 1861).